# محمد حسن عبد القادر كبة
محمد حسن عبد القادر كبة ولد عام 1891 في بغداد وتوفي عام 1964، هو سياسي عراقي شغل مناصب وزارية مختلفة في العهد الملكي في العراق.
انخرط في الجيش العثماني في الحرب العالمية الأولى.
ساهم في تأسيس جمعية الشبيبة الجعفرية عام 1919، وكان معظم أعضائها من طلاب المدرسة الجعفرية، وكان دار عبد الغني كبة مقراً لها وضمت شباباً من ضمنهم عبد الغني كبة وسامي خونده ومحمد حسن كبة وصادق البصام وصادق حبة وعبد الرزاق الأزري ورؤوف البحراني وعبد العزيز القطان وجعفر حمندي وآخرون.
درس في مدرسة الحقوق في بغداد.
شغل مناصب وزارية مختلفة مثل وزير الشؤون الاجتماعية ووزير العدلية، كما شغل منصب رئيس مجلس النواب العراقي 1944-1946.